# Aloxana
En Química, Aloxana es producto de la oxidación del ácido úrico por el ácido nítrico o por una mezcla del ácido clorhídrico y de clorato de potasa:
- Cristaliza con cantidades variables de agua, según la forma que el afecta
- Cristaliza en prismas de base rectangular
- Cuando se presenta en octaedros, contiene 2 equivalentes de agua
- Su disolución acuosa enrojece el tornasol
- Con unas gotas de una disolución de vitriolo se tiñe de azul
- La solución acuosa de la olaxana se descompone, por ebullición, en lo siguiente:
  - Ácido carbónico
  - Aloxantina
  - Ácido parabánico
- La solución de aloxana en amoniaco, produce, por enfriamiento, una masa gelatinosa amarilla y transparente de micomelato amónico, quedando en disolución alaxonato y mexolato amónico

## Aloxantina == Aloxanato
Compuesto salino que resulta de la unión del ácido aloxánico con las bases y hay dos grupos:
- Neutro
- Ácidos

## Investigadores
- La aloxana fue descubierta por Louis Valentino Brugnatelli en 1817
- Fue estudiada por William Prout, Friedrich Wöhler y Justus von Liebig
- Baeyer consideró la aloxana como un derivado del ácido úrico de una determinada fórmula racional N2..., y el nombre que le correspondería sería la mesoxalilurea.

## Literatura
- El químico y escritor Primo Levi cuanta una curiosa anécdota sobre la aloxana en el capítulo "Nitrógeno" de su libro "El Sistema Periódico".